# Bombay Bicycle Club
Bombay Bicycle Club é uma banda de indie rock e indie folk da região de Crouch End, Londres. A banda é composta por Jack Steadman (vocais, guitarra, piano), Jamie MacColl (guitarra), Suren de Saram (bateria) e Ed Nash (baixo). Inspirando-se em artistas como Joni Mitchell. Jack Steadman escreve a maioria das músicas para a banda e lançou alguns de seus trabalhos solo no YouTube.
A banda foi convidada para tocar a performance de abertura de 2006 do V Festival, depois de vencer a competição "Road to V" do Canal 4. Após o lançamento de dois EPs e seu single "Evening/Morning", a banda gravou seu primeiro álbum, "I Had the Blues But I Shook Them Loose". O álbum foi lançado a 6 de julho de 2009. A banda lançou seu segundo álbum, "Flaws", a 9 de julho de 2010 e seu terceiro álbum, "A Different Kind of Fix", a 26 de agosto de 2011 e "So Long See You Tomorrow", a 3 de fevereiro de 2014.
Depois de um hiatus de 3 anos, a banda anunciou em 2019 que iria lançar um novo álbum a 17 de Janeiro de 2020, denominado "Everything Else Has Gone Wrong".

## Discografia
Álbuns
- (2009): I Had the Blues But I Shook Them Loose
- (2010): Flaws
- (2011): A Different Kind of Fix
- (2014): So Long See You Tomorrow

- (2020): Everything Else Has Gone Wrong

Singles
- (2008): "Evening/Morning"
- (2009): "Always Like This"
- (2009): "Dust on the Ground"
- (2009): "Magnet"
- (2010): "Ivy & Gold / Flaws"
- (2010): "Rinse Me Down / Dorcas"
- (2011): "Shuffle"
- (2011): "Lights Out, Words Gone"
- (2012): "Leave It"
- (2012): "How Can You Swallow So Much Sleep"
- (2012): "Beg"
- (2014): "Carry Me"
- (2014): "Luna"
- (2019): "Eat, Sleep, Wake"
- (2019): "Everything Else Has Gone Wrong"